# História militar da África do Sul durante a Segunda Guerra Mundial

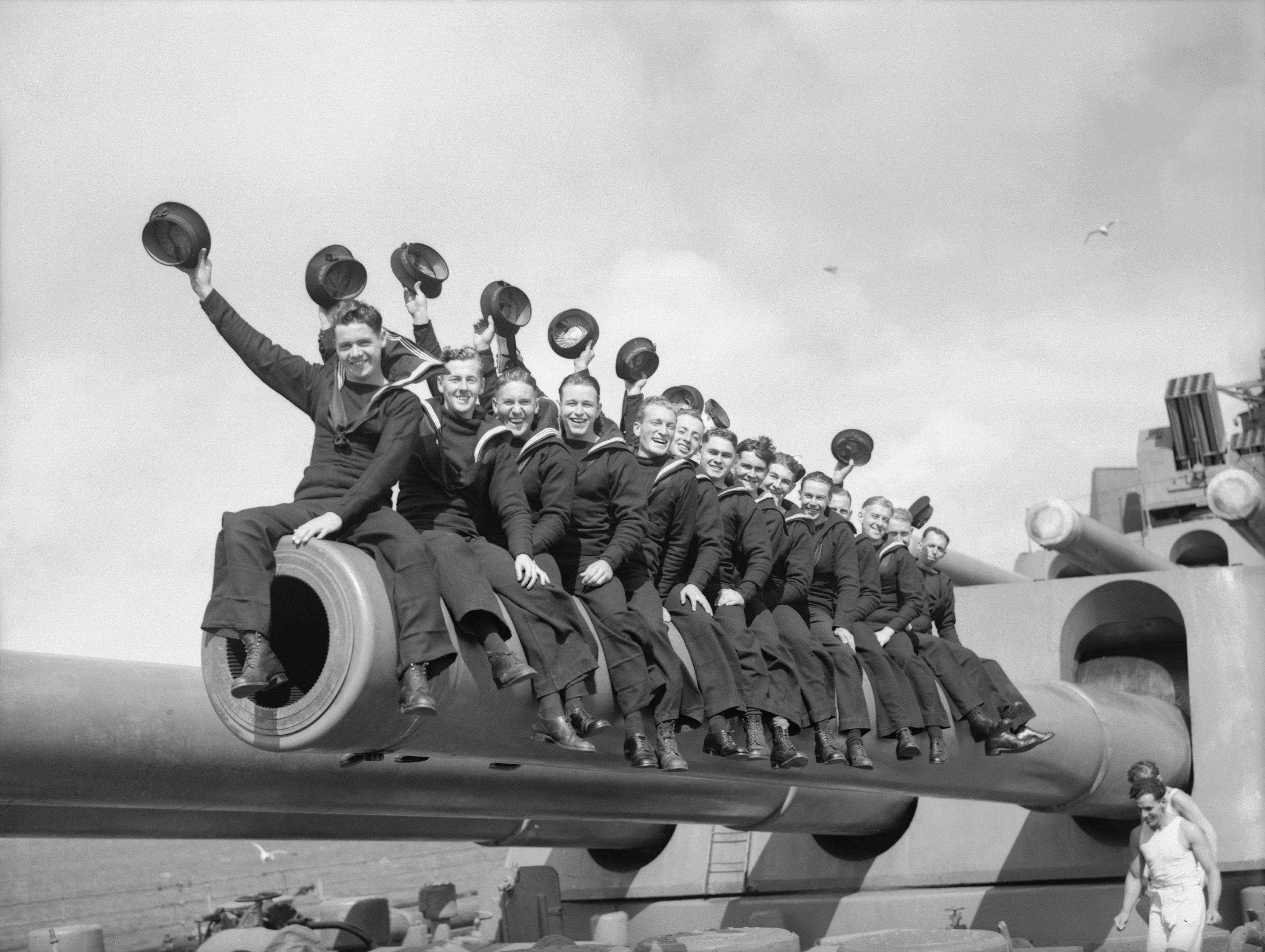
Pessoal naval sul-africano a bordo do HMS Nelson

Durante a Segunda Guerra Mundial, muitos sul-africanos prestaram serviço militar. A União da África do Sul participou com outras forças do Império Britânico em batalhas no norte da África contra Erwin Rommel e seu Afrika Korps, e muitos pilotos sul-africanos se juntaram à Royal Air Force e lutaram contra as potências do Eixo no teatro europeu.

## Escolhas políticas no início da guerra
Na véspera da Segunda Guerra Mundial, a União da África do Sul se viu em um dilema político e militar único. Embora fosse estreitamente aliado ao Reino Unido, sendo um domínio co-igual sob o Estatuto de Westminster de 1931, com seu chefe de estado sendo o rei britânico, o primeiro-ministro sul-africano e chefe de governo em 1º de setembro de 1939 era JBM Hertzog, o líder do Partido Nacional pró-africâner e anti-britânico.
Depois que as forças de Adolf Hitler atacaram a Polônia em 1º de setembro de 1939, a Grã-Bretanha declarou guerra à Alemanha dois dias depois. Um curto, mas furioso debate se desenrolou na África do Sul, especialmente no Parlamento da África do Sul. Opôs aqueles que buscavam entrar na guerra ao lado da Grã-Bretanha e contra aqueles que queriam manter a África do Sul neutra. Antes da guerra, os movimentos nacionalistas africâneres inspirados no nazismo alemão, como Grey Shirts e a Nova Ordem de Oswald Pirow, eram populares na África do Sul.

## Declaração de guerra contra o Eixo

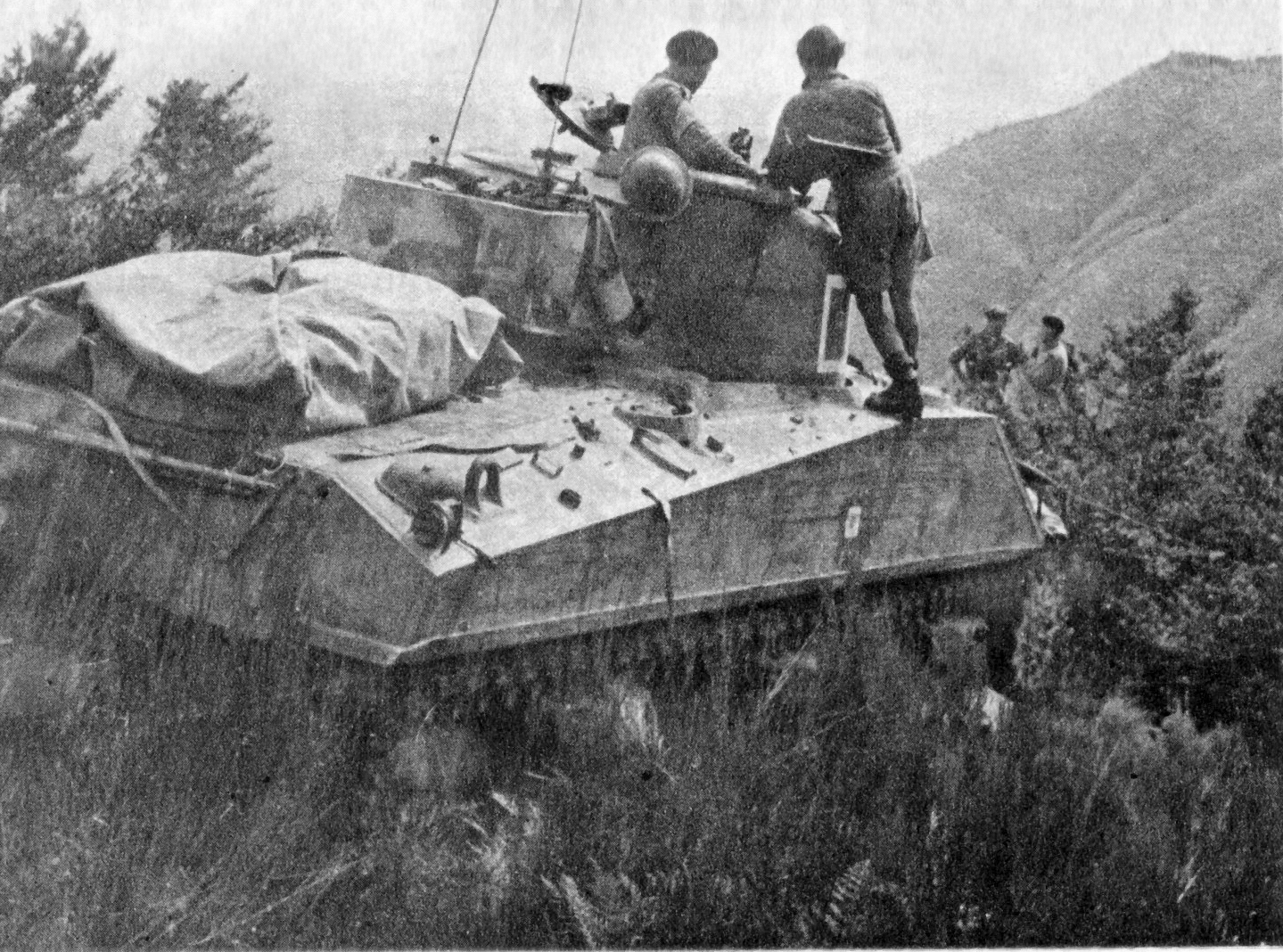
Um tanque Sherman da 6ª Divisão Blindada da África do Sul em 1944

Em 4 de setembro de 1939, o Partido Unido se recusou a aceitar a posição de neutralidade de Hertzog e o depôs em favor de Smuts. Ao se tornar primeiro-ministro, em 6 de setembro, Smuts declarou a África do Sul oficialmente em guerra contra a Alemanha e o Eixo. Imediatamente, Smuts começou a fortalecer o país contra qualquer possível invasão marítima alemã por causa da importância estratégica global da África do Sul, controlando a rota marítima ao redor do Cabo da Boa Esperança.
O futuro primeiro-ministro John Vorster e outros membros do pró-nazista/anti-britânico Ossewabrandwag se opuseram fortemente à participação da África do Sul na Segunda Guerra Mundial e ativamente realizaram sabotagens contra o governo de Smuts. Smuts tomou medidas severas contra o movimento Ossewabrandwag e prendeu seus líderes, incluindo Vorster, durante a guerra.

## Marechal de Campo e Primeiro Ministro Smuts
O marechal de campo Jan Smuts foi o único general não britânico importante cujo conselho foi constantemente procurado pelo primeiro-ministro do Reino Unido em tempo de guerra, Winston Churchill. Em 28 de maio de 1941, Smuts foi nomeado Marechal de Campo do Exército Britânico, tornando-se o primeiro sul-africano a ocupar esse posto. No final das contas, Smuts pagaria um alto preço político por sua proximidade com o establishment britânico, com o rei George VI e com Winston Churchill, o que tornou Smuts muito impopular entre os africânderes, levando à sua eventual queda.

## Mão de obra

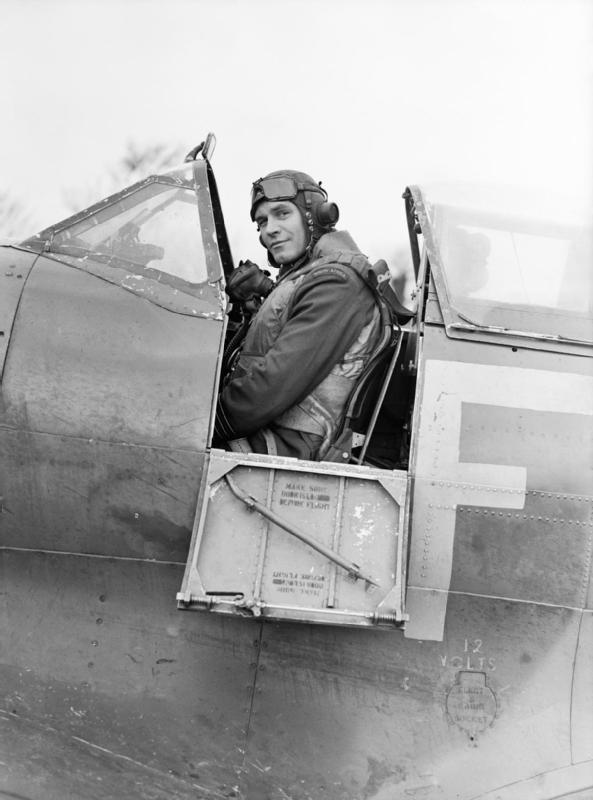
Piloto sul-africano Sailor Malan em Biggen Hill, Kent

Com a declaração de guerra em setembro de 1939, o Exército Sul-Africano contava com apenas 5.353 regulares, com um adicional de 14.631 homens da Força Cidadã Ativa (ACF) que dava treinamento em tempo de paz aos voluntários e em tempo de guerra formaria o principal corpo do exército. Os planos pré-guerra não previam que o exército lutaria fora do sul da África e foi treinado e equipado apenas para a guerra no mato.
Devido às suas políticas raciais, consideraria apenas armar homens de ascendência europeia, o que limitava o grupo disponível de homens com idades entre 20 e 40 anos para cerca de 320.000. Além disso, a declaração de guerra à Alemanha teve o apoio de apenas uma estreita maioria no parlamento sul-africano e estava longe de ser universalmente popular. De fato, havia uma minoria significativa que se opunha ativamente à guerra e, nessas condições, o recrutamento nunca foi uma opção. A expansão do exército e sua implantação no exterior dependiam inteiramente de voluntários.
Dadas as atitudes do país em relação à raça na época, o alistamento de tropas de combate da população negra dificilmente foi considerado. Em vez disso, em uma tentativa de liberar o maior número possível de brancos para as armas técnicas e de combate, um número de corpos foi formado para fornecer motoristas e pioneiros, provenientes das populações mais aceitáveis de Coloured e índios. Estes foram finalmente amalgamados no Cape Corps. Um Corpo Militar Indígena, tripulado por negros, também foi formado para tarefas pioneiras e laborais. Para algumas de suas tarefas, os indivíduos estavam armados, principalmente para autoproteção e funções de guarda, mas nunca foram autorizados a participar de combates reais contra os europeus.

## Contribuições militares e baixas na Segunda Guerra Mundial
A Força de Defesa Sul-Africana contribuiu em muitos teatros de guerra. A contribuição da África do Sul consistiu principalmente no fornecimento de tropas, aviadores e material para a campanha do norte da África e a campanha da Itália, bem como para os navios aliados que atracaram em seus portos cruciais adjacentes ao Oceano Atlântico e ao Oceano Índico que convergem na ponta da África Austral. Numerosos voluntários também voaram para a Royal Air Force.
1. O Exército e a Força Aérea da África do Sul desempenharam um papel importante na derrota das forças fascistas italianas de Benito Mussolini durante a Campanha da África Oriental de 1940-1941. Os Junkers Ju 86s convertidos do 12º Esquadrão da Força Aérea Sul-Africana realizaram o primeiro bombardeio da campanha em uma concentração de tanques do Exército Real Italiano em Moyale às 8h de 11 de junho de 1940, poucas horas após a declaração de guerra da Itália.[3]
2. Outra vitória importante da qual participaram os sul-africanos foi a libertação de Madagascar do controle dos franceses de Vichy.Tropas britânicas auxiliadas por soldados sul-africanos, encenaram seu ataque da África do Sul, desembarcando na ilha estratégica em 4 de maio de 1942 [4] para impedir sua tomada pelo Império Japonês .
3. A 1ª Divisão de Infantaria sul-africana participou de várias ações no norte da África em 1941 e 1942, incluindo a Batalha de El Alamein, antes de ser retirada para a África do Sul para ser reconstituída como uma divisão blindada.
4. A 2ª Divisão de Infantaria sul-africana também participou de várias ações no norte da África durante 1942, mas em 21 de junho de 1942 duas brigadas de infantaria completas da divisão, bem como a maioria das unidades de apoio, foram capturadas na queda de Tobruk .
5. A 3ª Divisão de Infantaria sul-africana nunca participou ativamente de nenhuma batalha, mas, em vez disso, organizou e treinou as forças de defesa domésticas sul-africanas, desempenhou funções de guarnição e forneceu substitutos para a 1ª Divisão de Infantaria sul-africana e a 2ª Divisão de Infantaria sul-africana.
6. A 6ª Divisão Blindada da África do Sul lutou em inúmeras ações na Itália em 1944–1945.
7. A Força Aérea Sul-Africana (SAAF) fez uma contribuição significativa para a guerra aérea na África Oriental, África do Norte, Sicília, Itália, Bálcãs e até mesmo no Extremo Oriente como missões de bombardeio destinadas aos campos petrolíferos romenos em Ploiești,[5] missões de abastecimento em apoio ao levante de Varsóvia[6] e às missões de reconhecimento da Frente Oriental antes dos avanços do Exército Vermelho Soviético na área de Lvov-Cracóvia.[7]
8. Numerosos aviadores sul-africanos também se ofereceram como voluntários para a Força Aérea Real Britânica, alguns servindo com distinção.
9. A África do Sul contribuiu para o esforço de guerra contra o Japão, fornecendo homens e tripulando navios em combates navais contra a Marinha Imperial Japonesa.[8]

Cerca de 334.000 homens se ofereceram para servir em tempo integral no Exército Sul-Africano durante a guerra (incluindo cerca de 211.000 brancos, 77.000 negros e 46.000 negros e indianos). A Commonwealth War Graves Commission tem registros de 11.023 sul-africanos conhecidos que morreram durante a Segunda Guerra Mundial.